# Text + Kritik
Ne doit pas être confondu avec edition text + kritik.
Text + Kritik (souvent stylisé text + kritik ou text+kritik) est une revue littéraire dans laquelle les écrivains de langue allemande les plus importants font analyser et présenter leurs œuvres par leurs collègues écrivains, ainsi que par des personnes dans le domaine de l'érudition et de la critique littéraire.
La revue est fondée en 1963 par Heinz Ludwig Arnold qui l'a éditée depuis lors jusqu'à sa mort en 2011. Lors de la première édition, parue en 1963 et dédiée à Günter Grass, l'équipe éditoriale était composée de Lothar Baier, Gerd Hemmerich, Jochen Meyer, Wolf Wondratschek et Heinz Ludwig Arnold lui-même.
Chaque édition est axée sur un thème différent, ce qui signifie généralement qu'elle traite d'un écrivain de langue allemande spécifique. Parmi les écrivains en vedette figurent Theodor W. Adorno, Hannah Arendt, Arno Schmidt, Paul Celan, Daniel Kehlmann, Herta Müller, Yōko Tawada, Hubert Fichte, Emine Sevgi Özdamar, Friedrich Dürrenmatt, Felicitas Hoppe et Rainald Goetz.
En 2013, Text + Kritik a célébré son cinquantième anniversaire avec un volume spécial sur "L'avenir de la littérature". La revue est publiée quatre fois par an à Munich par edition text + kritik. Les co-éditeurs sont Hugo Dittberner, Norbert Hummelt, Hermann Korte, Steffen Martus, Axel Ruckaberle, Michael Scheffel, Claudia Stockinger et Michael Töteberg.